# Petra Schelm
Petra Schelm, född 16 augusti 1950 i Hamburg, död 15 juli 1971 i Hamburg, var en av Röda armé-fraktionens (RAF) tidiga medlemmar.

## Biografi
Schelm var utbildad hårfrisör. I Berlin engagerade hon sig i Außerparlamentarische Opposition (APO) och lärde känna Manfred Grashof, Ulrike Meinhof och Horst Mahler. I juni 1970 for Schelm till Jordanien för att där delta i militär utbildning tillsammans med andra RAF-medlemmar. Efter meningsskiljaktigheter med jordanierna återvände gruppen till Berlin i augusti samma år. 
I slutet av september 1970 rånades tre bankkontor i Berlin. Deltagare i denna aktion var, förutom Petra Schelm, bland andra Manfred Grashof, Gudrun Ensslin, Ulrike Meinhof, Andreas Baader, Karl-Heinz Ruhland, Eric Grusdat, Irene Goergens, Ralf Reinders och Georg von Rauch.
I början av 1971 efterlystes Schelm av Bundesgerichtshof misstänkt för kriminell verksamhet.

### Död

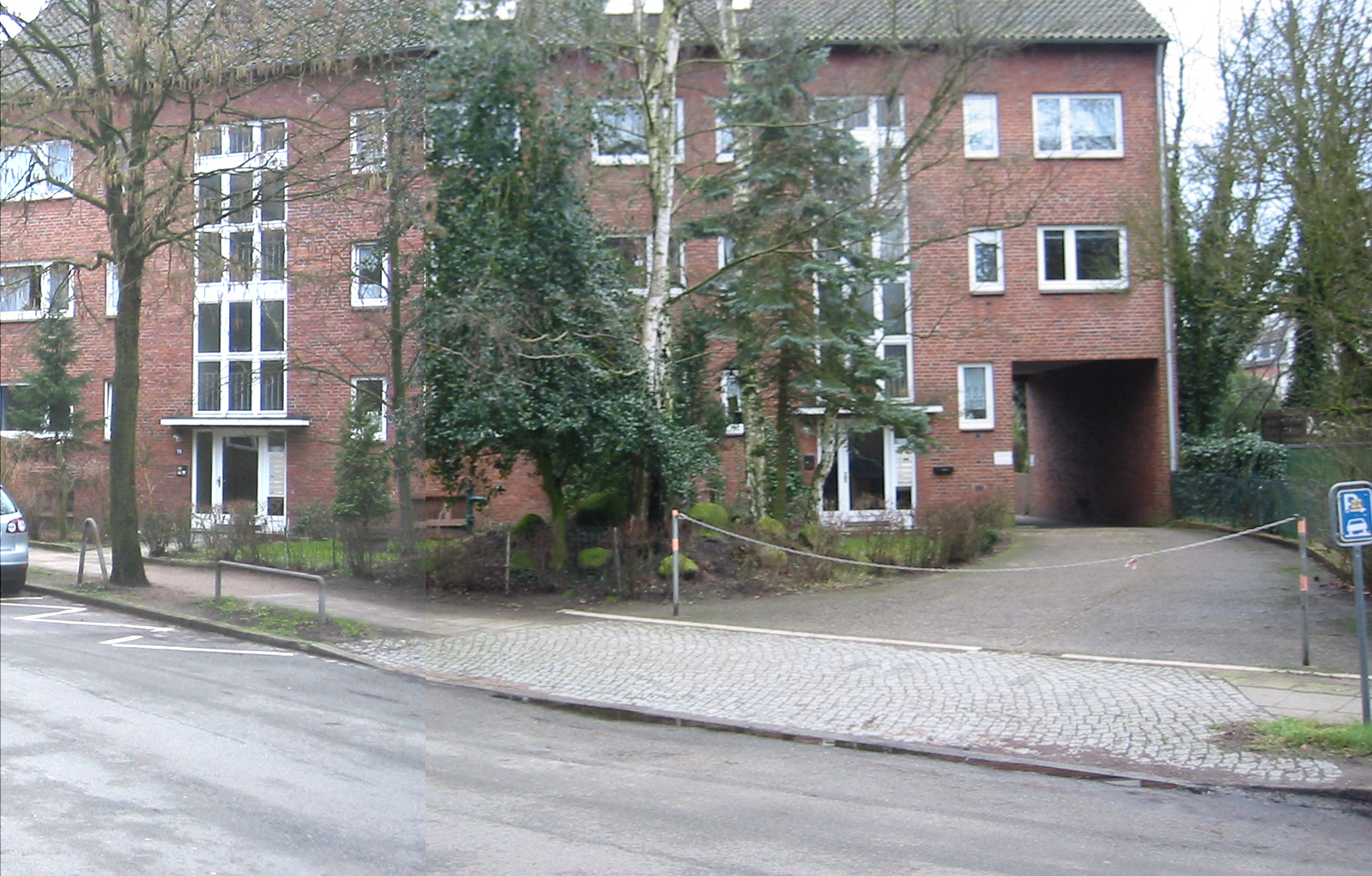
Byggnad vid Reineckestraße i Hamburg där Schelm sköts till döds.

I juli 1971 genomförde hamburgpolisen en omfattande spaningsaktion efter RAF-medlemmar. Schelm och Werner Hoppe körde rakt igenom en vägspärr och efter en biljakt stoppades deras bil. Schelm och Hoppe sprang från bilen och sköt mot de efterföljande poliserna. Hoppe gav upp, medan Schelm blev upphunnen på Reineckestraße. Vid skottväxlingen med poliserna träffades Schelm under vänster öga och dog.
Klockan 16.16 rapporterade dpa: "Ulrike Meinhof skjuten vid skottlossning med polisen i Hamburg." Klockan 16.28 kom dementin; det var inte Meinhof som var död. Dödsskjutningen av Schelm utlöste en debatt om vapenutbildningen inom den tyska polisen.
Inom ramen för RAF:s "majoffensiv" utförde Kommando Petra Schelm ett bombattentat mot amerikanska femte armékårens högkvarter i Frankfurt am Main. En officer dödades och tretton personer skadades.

## Populärkultur
I filmen Der Baader Meinhof Komplex från 2008 gestaltas Petra Schelm av Alexandra Maria Lara.